# Pereira X-28
Il Pereira X-28 Sea Skimmer o Osprey GP2 Osprey, Air Skimmer, Pereira GP2 Osprey, Osprey I, fu un prototipo per un aereo destinato al pattugliamento fluviale e compiti di polizia negli anni 1970.

## Storia del progetto
L'aereo era un idrovolante monoposto progettato da Eut Tileston sotto contratto con George Pereira, un costruttore privato.

Pereira fondò la Osprey Aircraft per commercializzare progetti destinati a costruttori hobbistici, compresi i progetti per un rimorchio che permettesse al pilota di lanciare e recuperare l'aereo senz'altro aiuto.

Tali piani sono tuttora commercializzati dalla Osprey Aircraft.
Dopo l'uscita dell'anfibio Osprey II (sempre di Pereira) qualche anno più tardi, questo aereo fu conosciuto retrospettivamente come Osprey I.

Il modello originale era progettato per decollare solo dall'acqua così i voli di prova iniziali furono compiuti nel Delta del fiume Sacramento.
La Marina si interessò al progetto attraverso uno studio per missioni di pattugliamento nel sud-est asiatico.
Nel 1971 bandì un concorso per un aereo da pattugliamento fluviale e compiti di polizia ed i candidati furono sette tra cui lo Schweizer TSC-1A-1 e l'Osprey GP-2 di Pereira.
Il bando richiedeva che il velivolo fosse in grado di volare secondo le regole del volo a vista (VFR), doveva essere leggero, costare meno di 5 000 dollari, ed essere in grado di essere prodotto nel sud-est asiatico.

Dopo aver esaminato il Pereira Osprey nel 1971, la Marina acquistò l'aereo e avviò i test denominandolo X-28A nel luglio stesso anno.

Un solo prototipo fu valutato dalla Marina degli Stati Uniti: l'X-28A matricola BuNo.158786.

Nonostante il velivolo avesse soddisfatto la maggior parte delle esigenze del programma, il programma stesso fu annullato senza produrre ulteriori prototipi militari.
Questa scelta fu probabilmente effetto del disimpegno degli USA dal teatro del sud-est asiatico. I test cessarono il 22 ottobre 1971.

## Esemplari attualmente esistenti
L'unico X-28 esistente è ora (2013) in mostra all'Air Zoo di Portage, Michigan.